# Dumont
Dumont là một đô thị ở bang São Paulo của Brasil. Đô thị này nằm ở vĩ độ 21º14'11" độ vĩ nam và kinh độ 47º58'24" độ vĩ tây, trên khu vực có độ cao 595 m. Dân số năm 2004 ước tính là 6.988 người. Đô thị này cách Ribeirão Preto 20 km. Đô thị Dumont có diện tích 110,8 km².

## Thông tin nhân khẩu
Dữ liệu dân số theo điều tra năm 2000
Tổng dân số: 6.307
- Dân số thành thị: 5.870
- Dân số nông thôn: 437
  - Nam giới: 3.220
  - Nữ giới: 3.087

Mật độ dân số (người/km²): 56,92
Tỷ lệ tử vong trẻ sơ sinh dưới 1 tuổi (trên một triệu người): 13,27
Tuổi thọ bình quân (tuổi): 72,67
Tỷ lệ sinh (số trẻ trên mỗi bà mẹ): 2,11
Tỷ lệ biết đọc biết viết: 90,44%
Chỉ số phát triển con người (HDI-M): 0,802
- Chỉ số phát triển con người - Thu nhập: 0,742
- Chỉ số phát triển con người - Tuổi thọ: 0,794
- Chỉ số phát triển con người - Giáo dục: 0,871

(Nguồn: IPEADATA)

### Sông ngòi
- Ribeirão da Onça

### Các xa lộ
- SP-291